# Mikasa, Hokkaido
Mikasa (japanska: 三笠市?, Mikasa-shi) är en stad i Hokkaidō prefektur i Japan. Staden fick stadsrättigheter 1957.

## Historia
Mikasa var tidigare en stad med många kolgruvor. Vid folkräkningen 1950 hade dåvarande Mikasa-chō (samma område som nuvarande Mikasa-shi) 54 476 invånare. Kolgruvorna har lagts ned en efter en och i dag är stadens befolkning bara 1/6 av 1950 års siffra.